# Roswitha Emonts-Gast
Roswitha Emonts-Gast (Szklarska Poręba, 13 november 1944) is een voormalige Belgische atlete, die was gespecialiseerd in de vijfkamp. Zij nam eenmaal deel aan de Olympische Spelen en veroverde op vijf onderdelen twaalf Belgische titels.

## Biografie
Roswitha Emonts-Gast werd in 1963 voor het eerst Belgisch kampioene in de vijfkamp. Tot 1972 veroverde ze nog vijf bijkomende titels. Ook op de 80 en 100 m horden, het verspringen en hoogspringen veroverde ze Belgische titels. In 1968 nam ze deel aan de Olympische Spelen in Mexico-Stad, waar ze uitgeschakeld werd in de reeksen van de 80 m horden en tijdens de vijfkamp een nul liet optekenen bij het hoogspringen.
In 1971 nam ze deel aan de Europese kampioenschappen, waar ze zevenentwintigste werd in de finale van het hoogspringen en met 4578 punten zestiende werd in de vijfkamp.

### Clubs
Emonts-Gast was aangesloten bij Leichtathletik Club Eupen (LAC).

## Belgische kampioenschappen
| Onderdeel    | Jaar                               |
| ------------ | ---------------------------------- |
| vijfkamp     | 1963, 1964, 1967, 1970, 1971, 1972 |
| 80 m horden  | 1965, 1966                         |
| 100 m horden | 1970, 1972                         |
| hoogspringen | 1971                               |
| verspringen  | 1968                               |

## Persoonlijke records
| Onderdeel    | Prestatie | Datum      | Plaats   |
| ------------ | --------- | ---------- | -------- |
| vijfkamp     | 4578      | 1971       | Helsinki |
| 80 m horden  | 11,2 s    | 1968       |          |
| hoogspringen | 1,74 m    | 9 mei 1971 | Vorst    |

## Palmares

### vijfkamp
- 1963:  BK AC – 3690 p
- 1964:  BK AC – 3789 p
- 1967:  BK AC – 4296 p
- 1968: 30e OS in Mexico-Stad – 3654 p
- 1970:  BK AC – 4399 p
- 1971:  BK AC – 3931 p
- 1971: 17e EK in Helsinki – 4578 p
- 1972:  BK AC – 3906 p

### 80 m horden
- 1965:  BK AC – 11,9 s
- 1966:  BK AC – 11,6 m
- 1968: 7e in reeks OS in Mexico-Stad – 11,4 s

### 100 m horden
- 1970:  BK AC – 14,7 s
- 1972:  BK AC – 14,0 m

### hoogspringen
- 1971:  BK AC – 1,70 m
- 1971: 27e EK in Helsinki – 1,60 m

### verspringen
- 1968:  BK AC – 5,78 m

## Onderscheidingen
- 1967: Grote Feminaprijs van de KBAB